# کالج فروم

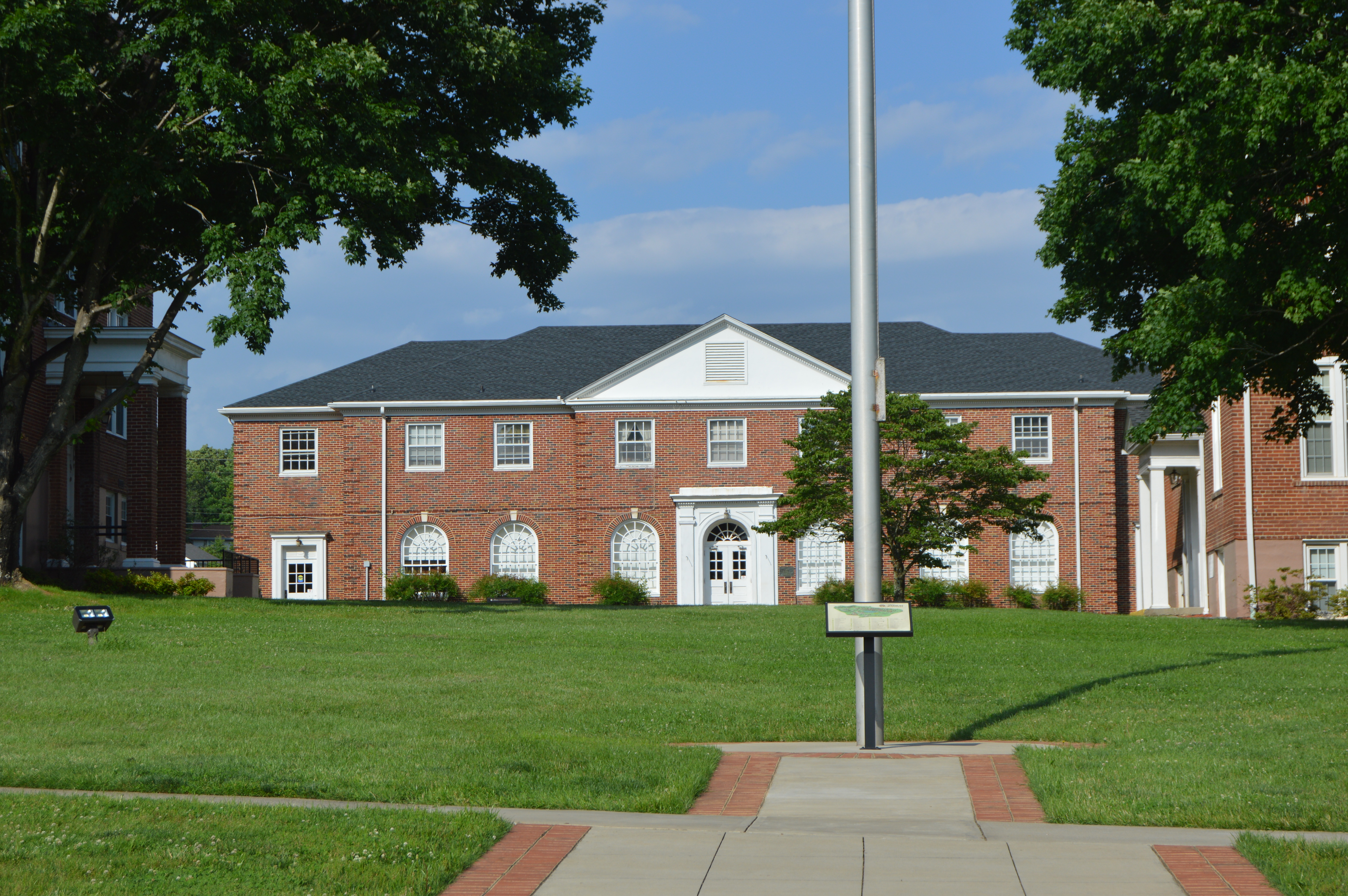

کالج فروم یک کالج خصوصی در فروم، ویرجینیا است. این کالج در سال ۱۹۱۳ به عنوان مدرسه آموزش فروم (که توسط هیئت امنای آن به عنوان مؤسسه فروم نیز شناخته می‌شود) برای آموزش ابتدایی و متوسطه برای خدمت به جوامع کوهستانی روستایی جنوب غربی ویرجینیا بین سال‌های ۱۹۴۰ و ۱۹۷۶ تأسیس شد. امروزه کالج فروم حدود ۱۰۰۰ دانشجوی کارشناسی و کارشناسی ارشد را ثبت نام می‌کند و بیش از ۵۴ رشته در مقطع کارشناسی و چهار رشته تحصیلات تکمیلی ارائه می‌دهد. در اوایل سال ۱۹۶۳، کنفرانس سالانه کلیسای متدیست توصیه کرده بود که مدارس آن در ویرجینیا ثبت نام همه دانش آموزان را بدون توجه به نژاد در نظر بگیرند. در سال ۱۹۶۷، کالج فروم چهار دانشجوی آفریقایی-آمریکایی خود را پذیرفت. امروزه، کالج فروم مدارک خود را در بیش از پنجاه رشته اصلی و چندین رشته تحصیلات تکمیلی ارائه می‌دهد.